# Danny Pino
Daniel Gonzalo Pino (Miami, 15 de abril de 1974), conocido como Danny Pino, es un actor estadounidense.

## Biografía y carrera
Descendiente de cubanos, Pino nació en Miami, y se graduó en la Miami Coral Park High School en 1992 y en la Florida International University en 1996, donde también era miembro de la hermandad Sigma Phi Epsilon. Pino comenzó su carrera en televisión trabajando en la serie Men, Women & Dogs (2001). En mayo de 2003, Pino interpretó a Desi Arnaz en un especial de la CBS sobre la vida de Lucille Ball, Lucy. Uno de sus más controvertidos papeles fue el de un líder de una pandilla, traficante y violador mexicano, Armadillo Quintero, en el drama para la TV The Shield (2003), el personaje es notorio por el estupro de una bella muchacha, enamorada del líder de la pandilla rival, por el estupro de la hermana mayor de un testimonio, por quemar a sus víctimas hasta la muerte y por negociar con adolescentes sobre la compra de heroína. Danny Pino también apareció en películas como NYPD 2069 (2004), Rx (2005) y The Lost City (2005), dirigida por Andy García y protagonizada por Andy García, Dustin Hoffman, Bill Murray e Inés Sastre. En 2006 participó también en la película Flicka, que protagonizó Tim McGraw, y más recientemente trabajó en las películas The Burning Plain (2008) y Across the Hall (2009). De 2003 hasta 2010 formó parte del elenco de la serie Cold Case, donde interpreta al detective Scotty Valens. Durante cuatro temporadas, de la 12 a la 16, interpretó a Nick Amaro en la serie Ley y Orden: Unidad de Víctimas especiales. En 2016, participó en la serie BrainDead que solamente duró una temporada. Actualmente, aparece en la serie Gone (2018) como John Bishop Y también aparece en la serie de FX Mayans como Miguel Galindo.

## Vida personal
Pino se casó con su esposa Lilly en 2002, y tienen dos hijos: Luca Daniel, nacido el 15 de febrero de 2006 y Julian Franco, nacido el 5 de junio de 2007. Reside en Los Ángeles (California) con su esposa y sus dos hijos.

## Filmografía

### Cine
| Año  | Título                                        | Personaje      | Notas       |
| ---- | --------------------------------------------- | -------------- | ----------- |
| 2002 | Point of Origin                               | Burn Victim    | TV movie    |
| 2004 | NYPD 2069                                     | Eddie Vega     | TV movie    |
| 2005 | Between                                       | Victor         |             |
| 2005 | Rx                                            | Carlos         |             |
| 2005 | The Lost City                                 | Alberto Mora   |             |
| 2006 | Flicka                                        | Jack           |             |
| 2008 | The Burning Plain                             | Santiago       |             |
| 2009 | Across the Hall                               | Terry          |             |
| 2010 | Across the Line: The Exodus of Charlie Wright | Gabriel Garza  |             |
| 2011 | Metro                                         | Douglas Romero | TV movie    |
| 2018 | Mayans M.C.                                   | Miguel Galindo | Vídeo corto |
| 2020 | Fatale                                        | Carter Heywood |             |
| 2021 | Vivo                                          | Bus Passenger  | Voz         |
| 2021 | Dear Evan Hansen                              | Larry Mora     |             |

### Televisión
| Año                  | Título                            | Personaje          | Notas                              |
| -------------------- | --------------------------------- | ------------------ | ---------------------------------- |
| 2001–2002            | Men, Women & Dogs                 | Clay               | Invitado. 13 Episodios             |
| 2003                 | The Shield                        | Armadillo Quintero | Invitado. 4 Episodios              |
| 2003                 | Lucy                              | Desi Arnaz         | Película de televisión             |
| 2003–2010            | Cold Case                         | Det. Scotty Valens | Regular                            |
| 2007                 | CSI: NY                           | Det. Scotty Valens | Cold Case crossover. 1 Episodio    |
| 2010                 | Burn Notice                       | Adam Scott         | Invitado. 2 Episodios              |
| 2011–2015; 2021-2022 | Law & Order: Special Victims Unit | Det. Nick Amaro    | Principal. 94 Episodios            |
| 2014–2015            | Chicago P.D.                      | Det. Nick Amaro    | 2 Episodios                        |
| 2016                 | BrainDead                         | Luke Healy         | Principal                          |
| 2016                 | Scandal                           | Alejandro Vargas   | Recurrente                         |
| 2017–2018            | Gone                              | John Bishop        | Principal                          |
| 2018– 2023           | Mayans M.C.                       | Miguel Galindo     | Principal                          |
| 2019                 | One Day at a Time                 | Tito               | Netflix. Invitado. 2 Episodios     |
| 2021                 | The Good Fight                    | Ricardo Diaz       | "And the Firm Had Two Partners..." |

## Teatro
- Up for Grabs (2002)
- Measure For Measure
- Winters Tale
- Thou Shall Not